# Praščić
Prašćić je lik iz crtanog filma Velike pustolovine Winnieja Pooha koji je napisao engleski pisac A.A.Milne.

## Podaci o liku
- Rod: muškarac
- Boja očiju: crna
- Boja krzna: ružičasta
- Vrsta: mlado domaće svinje
- Vjernost: životinjama i dječaku
- Glumac: John Fiedler
- Prvo pojavljivanje: Velike pustolovine Winnieja Pooha

## Opis lika
Prašćić je jako dobar prijatelj. Najviše se druži s Winniejem Poohom iako su mu sve životinje jako dobri prijatelji. Ponekad ima jako dobre savjete. Jako je nizak.

## Zanimljivosti o liku
Najdraža hrana su mu žirevi. Najbolji prijatelj mu je Winnie Pooh. Nadraža rečenica mu je: Oh, dear, oh, dear, oh dearie, dearie, dear tj. na hrvatski jezik: O, dušo, o, dušo, o dušice, dušice, dušo.